# Храм в Баргер-Остерфелде

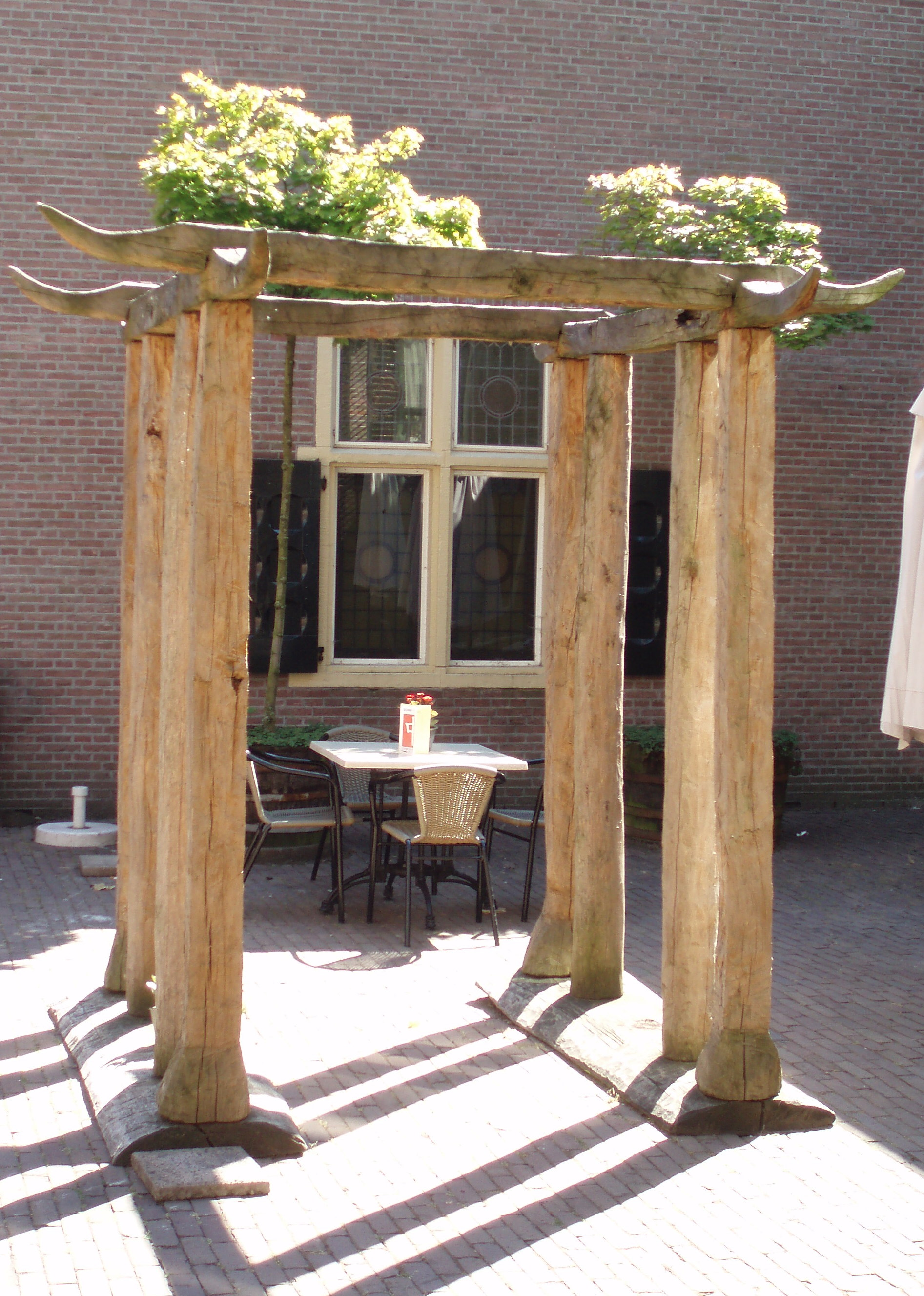
Реконструкция храма в Дрентском музее

Храм в Баргер-Остерфелде — доисторический храм эпохи бронзового века, сооружённый около 1250 г. до н. э., по данным радиоуглеродной датировки или около 1400 г. до н. э. Останки храма обнаружены в марте 1957 г. в болоте близ деревни Баргер-Остерфелд в общине Эммен, нидерландская провинция Дренте, примерно на равном расстоянии от городов Сплиттинг (к югу от находки) и от дороги Святого Герхарда (Sint Gerardusstraat, к западу от находки).
Поблизости от храма обнаружена также древняя дорога, проложенная через болото.
Сооружение размером 2x2 метра состояло из 8 дубовых балок, расположенных на широких планках. Поверх балок располагались накладки с роговидными окончаниями. Вокруг храма были расположены камни. Посреди стояло 4 древесных ствола, на которых, вероятно, лежал поднос для пожертвований. Рога представляли собой символы плодородия. В жертву богам регулярно приносились коровы, останки которых топили в болоте.
По мнению сторонников существования в регионе обособленной от германцев и кельтов культуры, данный храм построили носители этой культуры.